# Museo de Bellas Artes de Toluca
El Museo de Bellas Artes de Toluca es un museo ubicado en Toluca, México. Es considerado uno de los museos más importantes del Estado de México por su patrimonio arquitectónico y por ser uno de los museos más antiguos de la ciudad de Toluca.
El museo se encuentra en lo que alguna vez fue el convento de los Carmelitas Descalzos, construido en el año 1967. En 1720, el edificio fue utilizado como escuela y más tarde como hospital. En 1940, fue declarado monumento histórico por el Instituto Nacional de Antropología e Historia.  En 1944, el gobierno estatal tomó el control del edificio e inició un proceso de restauración del inmueble para convertirlo en un museo. En los años sesenta el edificio fue utilizado como sede del Instituto Científico y Literario. El museo tuvo que pasar por un proceso de restauración y en 2002 fue reinaugurado.  Uno de los objetivos del museo es preservar piezas de arte de los siglos XVI al XIX.

El museo cuenta con más de 2,000 obras de arte.En su colección hay obras de artistas barrocos como José de Vivar, Miguel Cabrera, José Juárez y Cristóbal de Villalpando. El museo cuenta con una colección de esculturas de madera del siglo XVIII. El museo también contiene arte religioso. Entre algunas de sus obras de arte más importantes se encuentra una escultura de un Cristo en marfil, creada en el siglo XVI, que fue traída a la Nueva España por el galeón de Manila.

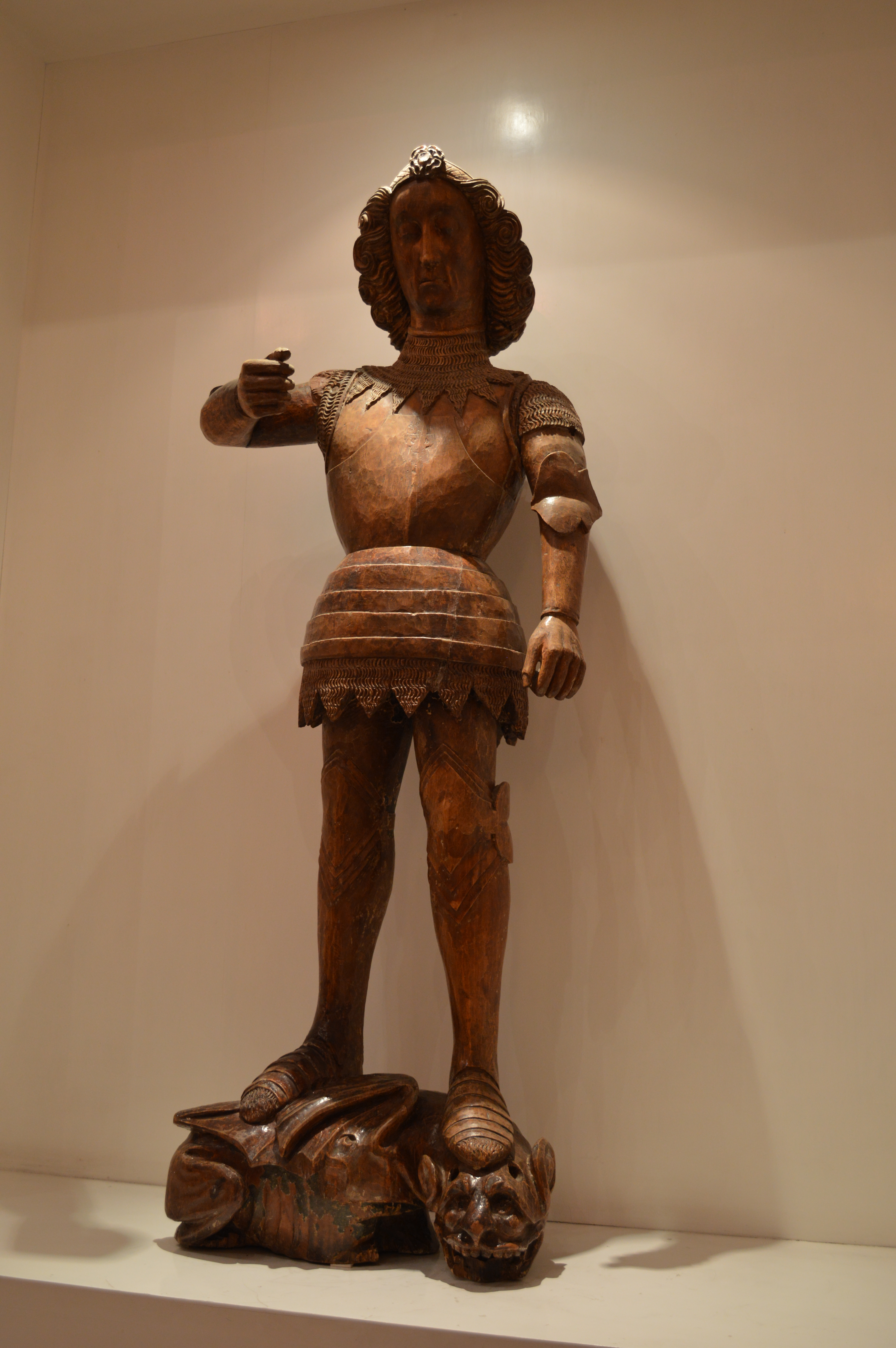
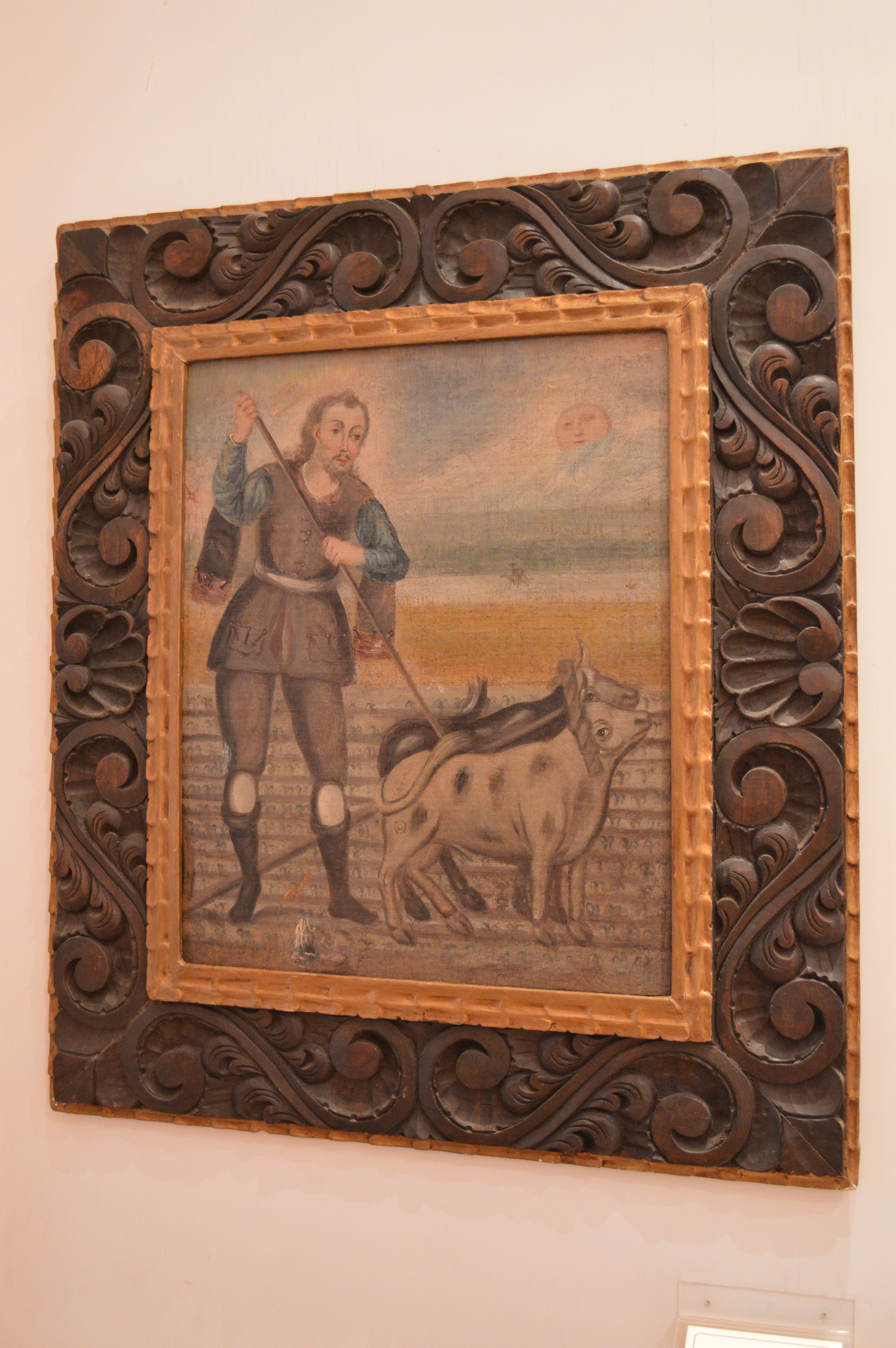
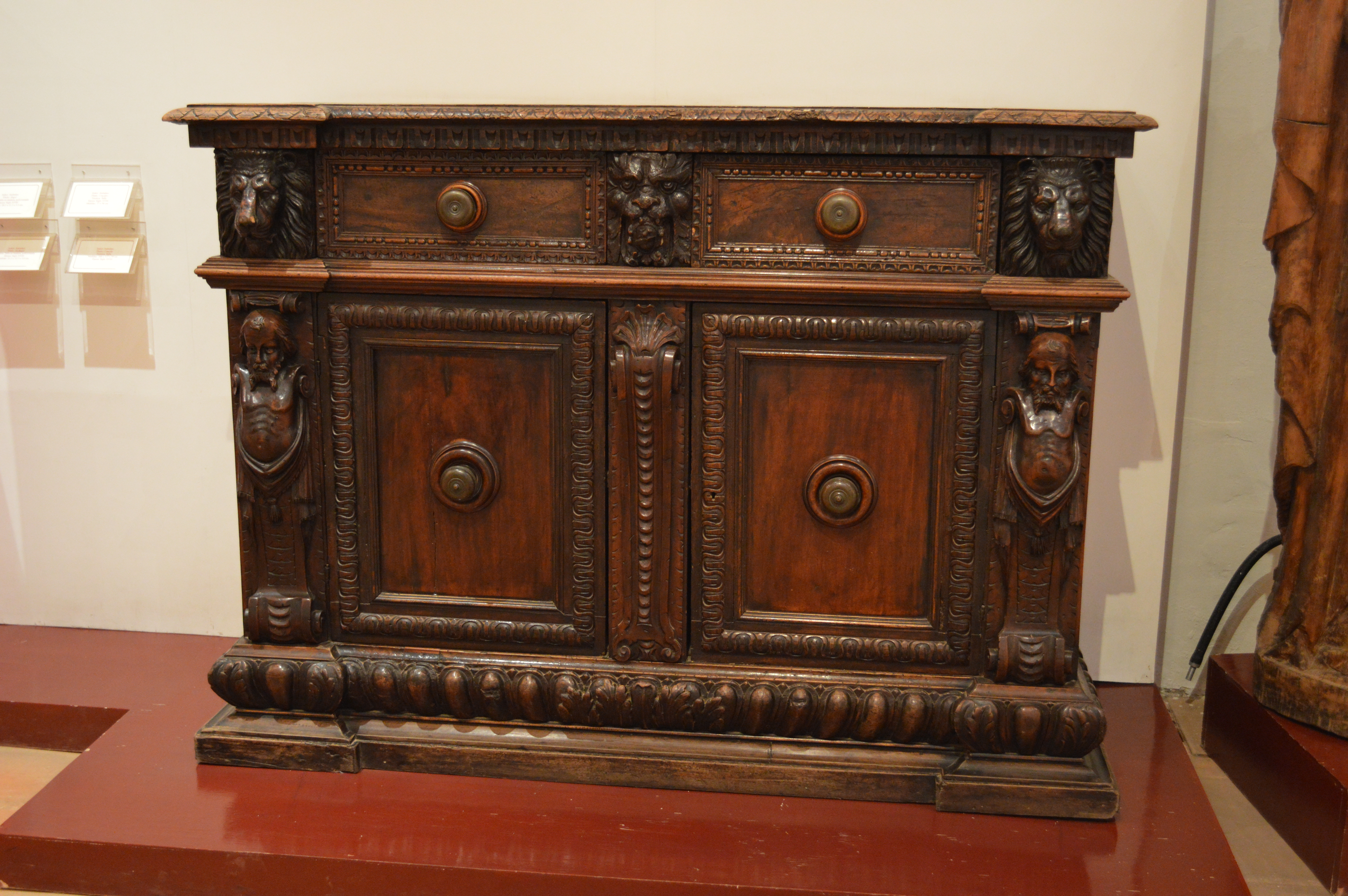
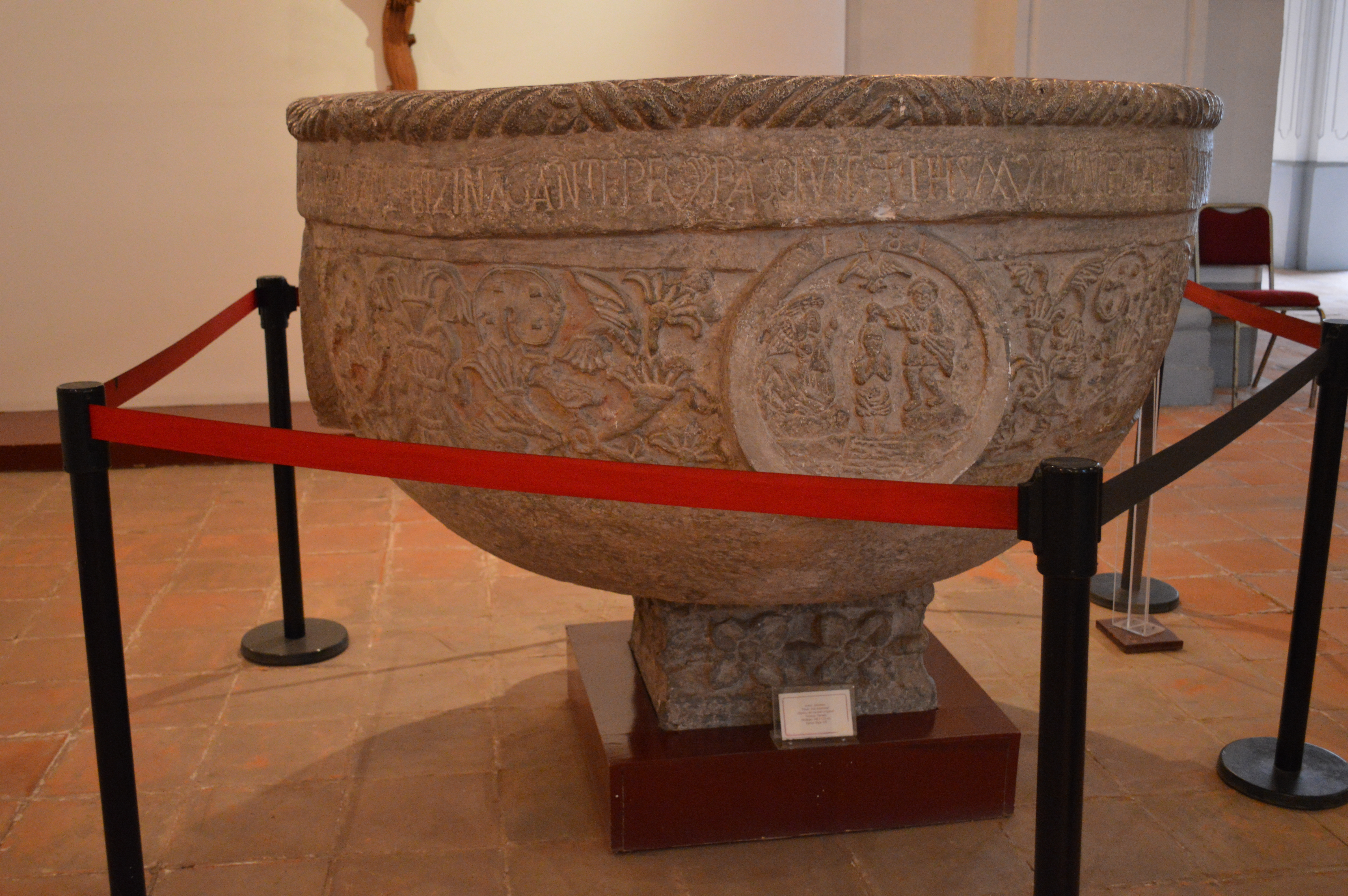